# Schern (Werther)
Die Ansiedlung Schern gehört zu Großwechsungen in der Gemeinde Werther im Landkreis Nordhausen in Thüringen.

## Geografie
Die Ansiedlung liegt südöstlich von Nordhausen zwischen Werther und Großwechsungen an der ehemaligen Bundesstraße 80 (heute: Landesstraße 3080) von Nordhausen nach Kassel, wenige Meter südlich der Kreuzung der Großwechsunger Straße (heute: Landesstraße 2070) nach Werther.

### Gewässer
Einige Gräben fließen vom Weiler aus, in nordnordwestliche Richtung dem Röstegraben zu.

## Geschichte
Nach Wolfgang Kahl ist die Ansiedlung Schern 1390 erstmals urkundlich genannt worden.
Während der Befreiungskriege kam es am 14. April 1813 auf dem Schern zu einem Gefecht zwischen Kosaken unter Führung des russischen Fürsten Jlowaisky XII. und der bei Pustleben stehenden westfälischen Gardekavallerie des Königs Jerome von Westfalen.
Die Gaststätte wurde zur Rast von Gespannführern und später von Kraftfahrern und in den 1950er Jahren von der Jugend als Tanzstätte genutzt, weil man den Ort zu Fuß erreichen konnte. In den 1960er Jahren wurde das Gasthaus zu einem Wohnheim für Lehrlinge umgebaut.

## Trivia
Der Siedlung fehlt eine Trinkwasserleitung. Bisher versorgten sich die Bewohner über hauseigene Trinkwasserbrunnen, was durch die Überschreitung der zulässigen Nitratwerte nicht mehr möglich ist. Die Kostenschätzung für eine Trinkwasserleitung aus Werther beträgt 430.000 € für derzeit 15 Bewohner, weshalb der zuständige Trinkwasserverband von einer Investition wegen Bedenken hinsichtlich einer möglichen Veruntreuung von öffentlichen Geldern absehen möchte. Ob eine solche Investition tatsächlich den Tatbestand der Veruntreuung erfüllen könnte, soll der Thüringer Rechnungshof einschätzen.